# 위평오
위평오(魏平澳, 영어: Wei Ping Ao, 본명: 핑 오우 웨이, 1929년 11월 21일 ~ 1989년 12월 3일)은 중국의 홍콩 영화 배우이다.

## 출연 작품

### 영화
- 1987년 《호소자 2》
- 1982년 《용지인자》
- 1981년 《전기인물》
- 1979년 《복격》
- 1977년 《결폐태양탑》
- 1975년 《용문풍운》
- 1974년 《작두상원》
- 1972년 《흑연비수》
- 1972년 《맹룡과강》
- 1972년 《정무문》
- 1970년 《아랑곡의 혈투》
- 1969년 《삼소》
- 1968년 《화월량소》
- 1967년 《단장의 검》